# Majeur (anatomie)
Pour les articles homonymes, voir Majeur.

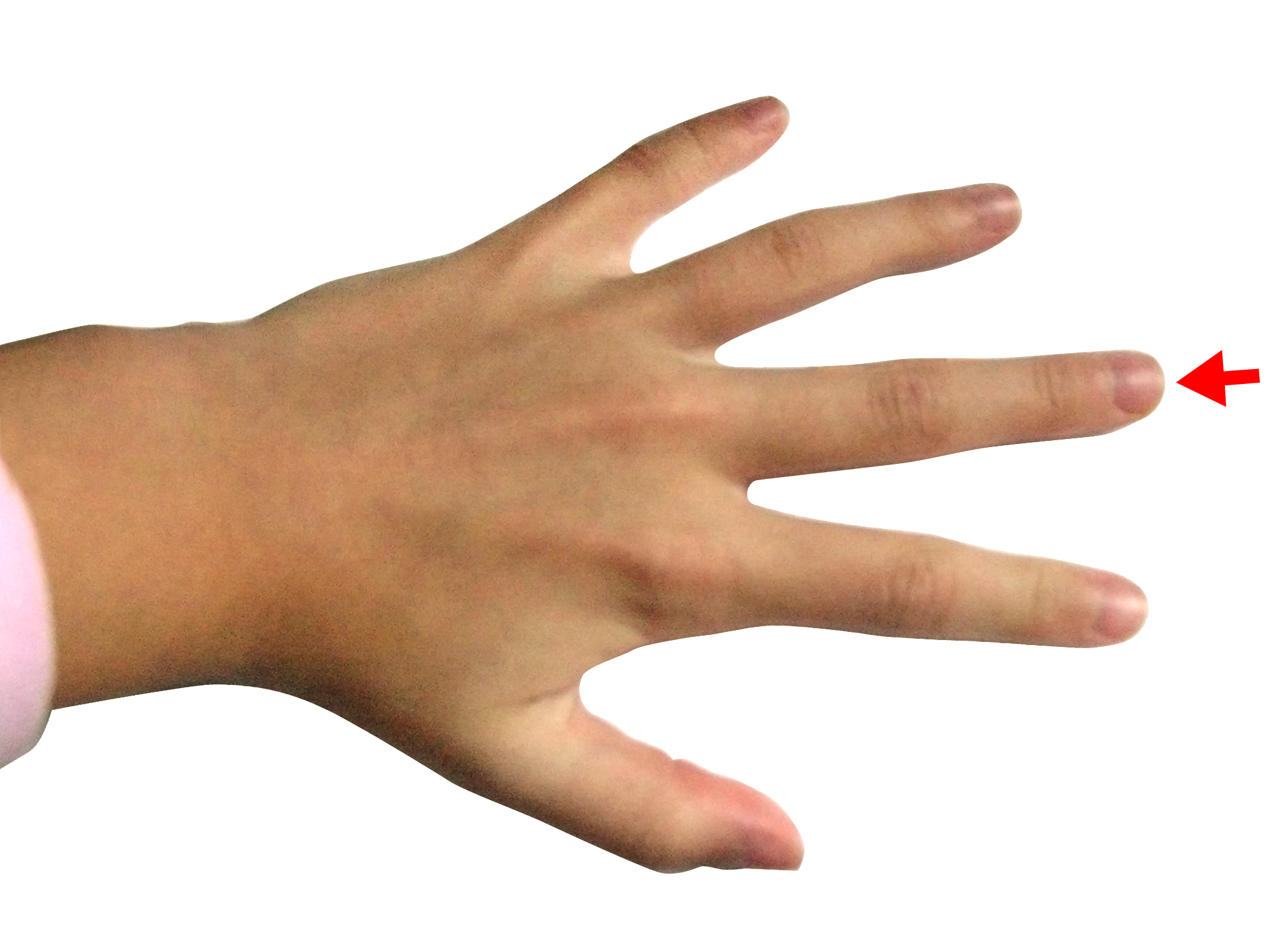
La flèche rouge indique le majeur

Le majeur, aussi appelé médius, est le troisième et le plus grand doigt de la main chez l'Homme et les grands singes, situé entre l'index et l'annulaire.

## Origine

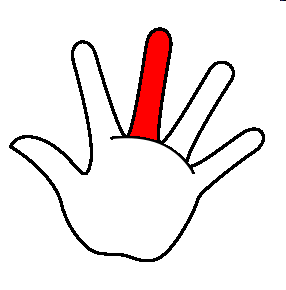
Majeur de la main gauche

Le mot est apparu en français vers 1350 et c'est seulement au début du vingtième siècle (1907) que « majeur » est introduit dans le dictionnaire.
Au Moyen-Âge, le mot arrive en français par le biais du latin major, qui était alors un comparatif de magnus (signifiant « grand »). Mais à cette époque, son utilisation se limitait à l’adjectif qualificatif « majeur » et ne désignait pas encore le doigt. 

## Appellation
Le majeur est appelé le honteux en ancien français et dans l'Antiquité, car on l'introduit parfois dans un vagin ou un anus.
En effet, comme le remarque A. Carénini, dans une étude sur La symbolique manuelle, certains noms de ce doigt font référence à son utilisation comme doigt le plus approprié pour pénétrer dans le vagin : infamis, famosus et verpus. En italien, nous trouvons encore l'appellation dito impuro (impudico) et en ancien français, le honteux.

## Importance
Comme son nom l'indique, le majeur est un doigt important de la main ; il constitue l’axe de référence pour les mouvements latéraux.

## Symbolique

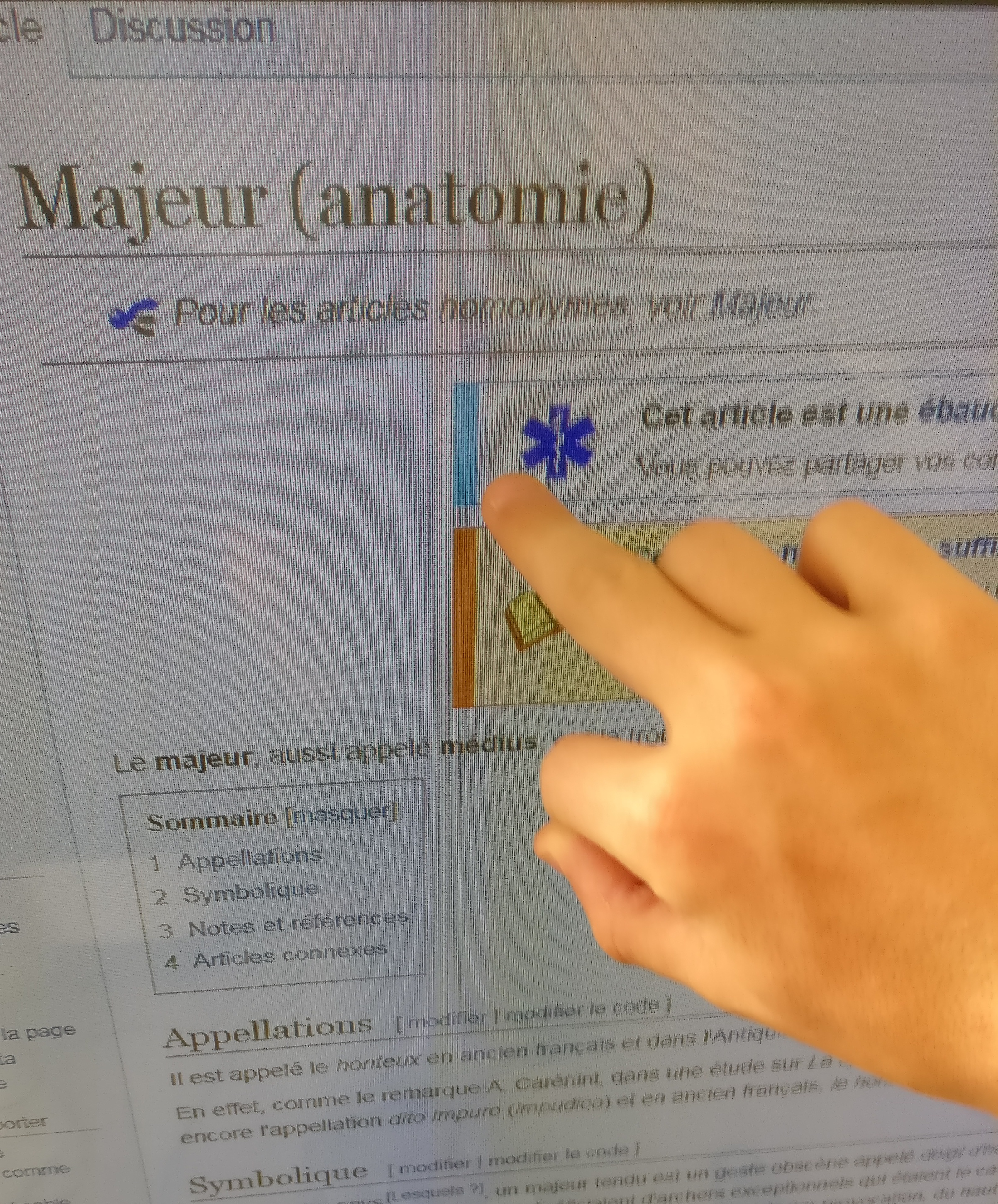
Doigt d'honneur

Dans de nombreux pays, un majeur tendu est un geste obscène appelé doigt d'honneur, considéré généralement comme une évocation visuelle d'une pénétration "honteuse" ou dégradante (vaginale, anale).
On raconte que l'origine de la présentation du majeur comme geste obscène remonterait à la Guerre de Cent Ans. Les Anglais bénéficiaient d'archers exceptionnels qui étaient le cauchemar des Français ; ces derniers n'hésitaient pas à leur couper deux doigts (index et majeur) lorsqu'ils les capturaient (dans d'autres versions, il s'agit d'une mutilation effectuée par les Anglais sur les Français). Les archers anglais par provocation, du haut des châteaux agitaient leur index et majeur en formant une fourche lorsqu'ils voyaient s'approcher les Français. La fourche aurait été abandonnée en France au profit du seul majeur, mais elle reste un signe de provocation au Royaume-Uni. Pour autant, aucun rapport historique n'en fait état.
Le majeur est souvent considéré comme le doigt de l’image de soi ou de la recherche de reconnaissance. 
Dans la médecine traditionnelle chinoise, le majeur contient le début du méridien énergétique du maître-cœur ou péricarde. Ce méridien est en lien avec le cœur, la circulation sanguine, l'égalité d'humeur et aussi l'équilibre de la sexualité.

## Expression
Porter une bague au majeur offre une certaine visibilité car en plus de sa taille plus grande que celle des autres doigts, le majeur tient une position centrale dans la main ; c’est pourquoi la bague qui est portée au majeur attire l’attention. Ainsi, les adolescents portent souvent une bague au majeur.